# Jan Adamowicz
Jan Adamowicz, eigentlich Jan Piliński (* zwischen 1852 und 1862; † 27. Juni 1908 in Tłuszcz bei Warschau) war ein polnischer gesellschaftlicher Aktivist und Publizist.

## Leben
Jan Piliński kam zwischen 1852 und 1862 in der Gegend von Smolensk in einer adligen Familie (Szlachta) zur Welt. Er beendete die Petersburger Waldakademie und heiratete eine Russin, mit der er eine Tochter hatte. Jedoch verließ er aus ungeklärten Gründen seine Familie und kam 1899 nach Galizien unter dem Namen Jan Adamowicz. Danach reiste er nach Tunis und Algier, wo er zwei Jahre verblieb und Kleinhandel betrieb.
1901 kehrte er nach Polen zurück und arbeitete in Lemberg in Ölbetrieben.
1903 gründete er in Lemberg die nationalistische Monatsschrift „Odrodzenie“ (Wiedergeburt), die sich an die Ideologie der Drei Barden sowie von Stanisław Wyspiański anlehnte. Im Januar 1904 wurde auf Initiative von Adamowicz die Geheimorganisation „Związek Odrodzenia Narodu Polskiego“ (Bund für die Wiedergeburt des Polnischen Volkes) gegründet, das die Unabhängigkeit Polens durch Emanzipation des Volkes und bewaffneten Kampf erreichen wollte. Für die Arbeit mit der Bevölkerung wurde bei dem Towarzystwo Szkoły Ludowej ein autonomer Kreis Kazimierz Wielki gegründet. Am 1. März 1904 wurde eine streng geheime militärische Organisation unter der Leitung von Tadeusz Pannenka gebildet, die 1906 in Kleinpolen 36 Kreise zählte. Ein Teil der dort verwendeten Waffen sowie der Großteil der Anhänger ist in den 1908 von Józef Piłsudski gegründeten Związek Walki Czynnej (Bund für Aktiven Kampf) übergegangen.
Im Sommer 1904 reiste Adamowicz beruflich in den Kaukasus, um sich mit William Henry McGarvey in Grosny zu treffen. Als dort die Revolution ausbricht, bringt er Józef Pannenka nach Grozne und versucht dort mit den georgischen Revolutionären zusammenzuarbeiten, was jedoch nicht gelingt.
1905 siedelte Adamowicz nach Warschau um, wo er den „Związek Odrodzenia Narodu Polskiego“ gründete, der illegal die Schrift „Legion“ publizierte und sich stark radikalisierte. Er strebte die Vereinigung eines freien Polens mit dem revolutionären Russland und seine Vorrangstellung unter den slawischen Nationen an. 1906 verlagerte er seine Arbeit auf das Land, wo die Volksschrift „Siewba“ publiziert wurde.
1907 war er Mitbegründer der stärker wirtschaftlich geprägten Zeitschrift „Zaranie“.
Er starb am 27. Juni 1908. Nach seinem Tod bildeten die Gruppen von Siewba, Zaranie und eine radikale Bauernpartei namens „Wyzwolenie“ (Befreiung).